# جان جردی
جان جردی (به انگلیسی: Jon Jerde) متولد ۱۹۴۰، معمار قرن بیستم آمریکایی بود.
از آثار مشهور او می‌توان کانال سیتی در فوکواکا در ژاپن را نام برد.
این معمار لس آنجلسی دانش‌آموخته دانشگاه جنوب کالیفرنیا بود.

## مرگ
جرد در ۹ فوریه ۲۰۱۵ در خانه اش در محله برنتوود لس آنجلس درگذشت. او از سرطان و بیماری آلزایمر رنج می‌برد او ۷۵ ساله داشت.